# José Manuel García-Margallo
José Manuel García-Margallo y Marfil, född 13 augusti 1944 i Madrid, är en spansk politiker, medlem av Partido Popular. Han var Spaniens utrikesminister mellan 2011 och 2016 och invaldes 2019 som medlem av Europaparlamentet för perioden 2019–2023.
Han har dessutom dekorerats med den spanska civila förtjänstorden Gran Cruz del Mérito Civil (1982) och konstitutionella förtjänstorden Orden del Mérito Constitucional (1983).

## Politisk karriär
José Manuel García-Margallo började tidigt sin politiska karriär, 1960 gick han in i JUME, "las Juventudes Monárquicas Españolas” (”Unga spanska monarkister”). Margallo var 1976 en av grundarna till Partido Popular, ett parti som inte har något med dagens parti med samma namn att göra. Detta parti införlivades 1977 i Unión de Centro Democrático som vann det första demokratiska valet efter spanska transitionen. Margallo blev i detta val invald i Deputeradekammaren för Melilla. Han återvaldes 1979 men förlorade sin plats i valet 1982. Året därpå upplöstes Unión de Centro Democrático och Margallo gick med i Partido Demócrata Popular som 1989 införlivades med det nya högerpartiet Partido Popular. Margallo blev 1986 åter ledamot av Deputeradekammaren och kvarstannade i denna befattning till 1994.
Han var ledamot av Europaparlamentet 1994–2011 och var under denna period vice ordförande i utskottet för Ekonomi och valutafrågor. Under mandatperioden 1994–1999 var han dessutom vice ordförande i delegationen för Centralamerika och Mexiko och ordförande i internationella gruppen för finansiella tjänster (Intergrupo de Servicios Financieros). Efter omvalet 1999 var han vice ordförande i delegationen för Centralamerika och Mexico. Åren 2004–2011 var han ordförande i delegationen för förbindelser med de Andinska länderna.
Den 22 december 2011 utnämndes han till Spaniens utrikesminister i regeringen Rajoy.
År 2019 invaldes han som medlem av Europaparlamentet för perioden 2019–2023.